# Klewaciszki
Klewaciszki (biał. Клевацішкі, Klewaciszki; ros. Клеватишки, Klewatiszki) – chutor na Białorusi, w obwodzie grodzieńskim, w rejonie ostrowieckim, w sielsowiecie Ryteń, nad Wilią.
Dawniej używana nazwa – Klewaciszki Górne.

## Historia
Dawniej nazwę Klewaciszki nosiła grupa położonych w pobliżu siebie miejscowości. Pod zaborami były to trzy zaścianki. W II Rzeczypospolitej trzy zaścianki: Klewaciszki I, Klewaciszki II i Klewaciszki Górne oraz folwark Klewaciszki Dolne. 
W XIX i w początkach XX w. Klewaciszki Górne położone były w Rosji, w guberni wileńskiej, w powiecie zawilejskim/święciańskim. W 1905 roku wraz z folwarkiem Klewaciszki Dolne liczyły 7 mieszkańców, 20 dziesięcin.
Po I wojnie światowej pod administracją polską, w Zarządzie Cywilnym Ziem Wschodnich. W latach 1920–1922 w składzie Litwy Środkowej.
Od 11 kwietnia 1922 leżały w Polsce, w województwie wileńskim, w powiecie święciańskim, w gminie Kiemieliszki. 
W 1931 w 3 domach zamieszkiwały 22 osoby.
Po II wojnie światowej w granicach Związku Sowieckiego. Od 1991 w niepodległej Białorusi.